# Dubai Miracle Garden
Dubai Miracle Garden  (tiếng Ả Rập: حديقة الزهور بدبي) là một vườn hoa nằm ở khu vực Dubailand, Dubai, Các Tiểu vương quốc Ả Rập thống nhất. Khu vườn đã được khánh thành vào Ngày Valentine năm 2013. với diện tích 72.000 mét vuông, làm cho nó trở thành vườn hoa tự nhiên lớn nhất thế giới, với hơn 109 triệu bông hoa được trồng.
Vào tháng 4 năm 2015, khu vườn đã được trao giải thưởng Moselle cho các Trải nghiệm Vườn Mới của năm do Giải thưởng Du lịch Garden 2015 trao tặng.

## Phát triển
Quan niệm về dự án vườn kỳ diệu đầu tiên được thành lập theo thỏa thuận giữa Dubailand và Tập đoàn Dubai Properties. Việc phát triển dự án được thực hiện theo thỏa thuận với Akar Landscaping and Công ty Agriculture, do doanh nhân người Jordan Abdel Naser Rahhal lãnh đạo. Chi phí của dự án là ước tính 40 triệu AED (11 triệu USD). The cost of the project was an estimate of AED 40 million ($11 million).
Giai đoạn một của dự án đã được hoàn thành và mở cửa vào tháng 2 năm 2013 bao gồm diện tích 1.951 mét vuông. Thiết kế ngoài trời bao gồm thiết kế cảnh quan dọc và ngang, nơi mỗi người trong số họ có thiết kế riêng của họ. Sự phát triển của giai đoạn một mất 2 tháng và 400 công nhân. Giai đoạn hai của dự án được bắt đầu vào giữa tháng 6 năm 2013 và được hoàn thành vào tháng 10 năm 2013, nơi nó liên quan đến việc mở rộng 70 phần trăm của 1.951 mét vuông đất và xây dựng bãi đậu xe rộng 78.967 mét vuông, mà bây giờ tăng tổng diện tích của khu vườn đến 185.806 mét vuông. Giai đoạn hai phát triển cũng bao gồm việc bổ sung đồng hồ hoa, vườn bướm, cửa hàng bán lẻ và nhà thờ Hồi giáo.

## Hoạt động
Dubai Miracle Garden mở cửa cho khách tham quan từ tháng 10 đến tháng 4 và đóng cửa từ tháng 5 tới tháng 8 do nhiệt độ cao trung bình là 40 °C (104 °F) mà không có lợi cho việc xem hoa.

### Chăm sóc
Hoa được chăm sóc bằng cách tái sử dụng nước thải thông qua phương pháp tưới nhỏ giọt với số lượng trung bình 757.082 lít nước mỗi ngày.

## Vườn bướm Dubai
Trong năm 2015 Dubai Miracle Garden mở Vườn bướm Dubai lớn nhất thế giới và vùng trong nhà đầu tiên của bướm vườn và nơi trú ẩn cho hơn 15.000 cá thể bướm thuộc 26 loài.
Các điểm tham quan khác trong công viên bao gồm đồng hồ hoa, con công, công viên bướm và khu vườn thơm.

## Trong đời sống
Một cảnh của một bộ phim Bollywood Hamari Adhuri Kahani, diễn viên Emraan Hashmi và Vidya Balan, bị bắn trong vườn và đạo diễn, Mohit Suri nói thêm rằng mặc dù Dubai thường được biết đến với các tòa nhà công nghệ cao và phong cảnh hiện đại, ông muốn lãng mạn nó và thể hiện phần mềm hơn của nó.